# Arrojo (Taramundi)
Arrojo (oficialmente y en asturiano: Arroxo) es una aldea de la parroquia de Bres, concejo de Taramundi, en la comarca del Eo-Navia, Principado de Asturias, España.